# Порту (футбольный клуб)
«По́рту» (порт. Futebol Clube do Porto, португальское произношение: [futɨˈβɔl ˈkluβ(ɨ) ðu ˈpoɾtu]) — португальский футбольный клуб из одноимённого города. Один из самых титулованных и успешных клубов Португалии. На его счету 30 побед в чемпионате страны, 20 Кубков Португалии и рекордные 24 Суперкубка Португалии.
Был основан 28 сентября 1893 года под названием Foot-Ball Club do Porto (футбольный клуб «Порту») торговцем вином Антониу Николау де Алмейдой, который впервые познакомился с футболом во время своей поездки в Англию.
Домашний стадион клуба — «Драган» (Estádio do Dragão, «Стадион драконов»), построенный в 2003 году в рамках подготовки к Евро-2004. До этого на протяжении 51 года клуб выступал на стадионе «Даш Анташ».
«Порту» вместе с «Бенфикой» и лиссабонским «Спортингом» формируют «Большую тройку» в Португалии. «Порту» дважды побеждал в Лиге чемпионов и по одному разу в Кубке УЕФА и Лиге Европы УЕФА. «Порту» стал первым, кто повторил результат «Ливерпуля» в 1976—1977 годах, выиграв сначала Кубок УЕФА, а затем став первым в Кубке европейских чемпионов.

## История

### Основание клуба и первые годы

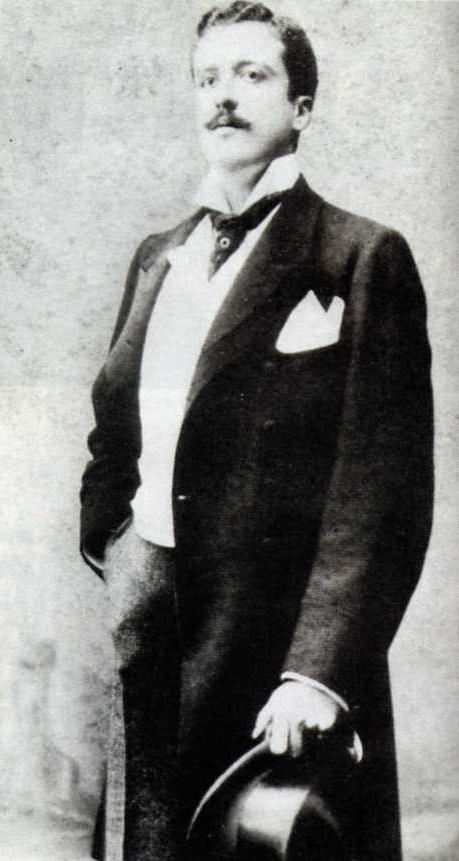
Антониу Николау д’Алмейда — основатель клуба

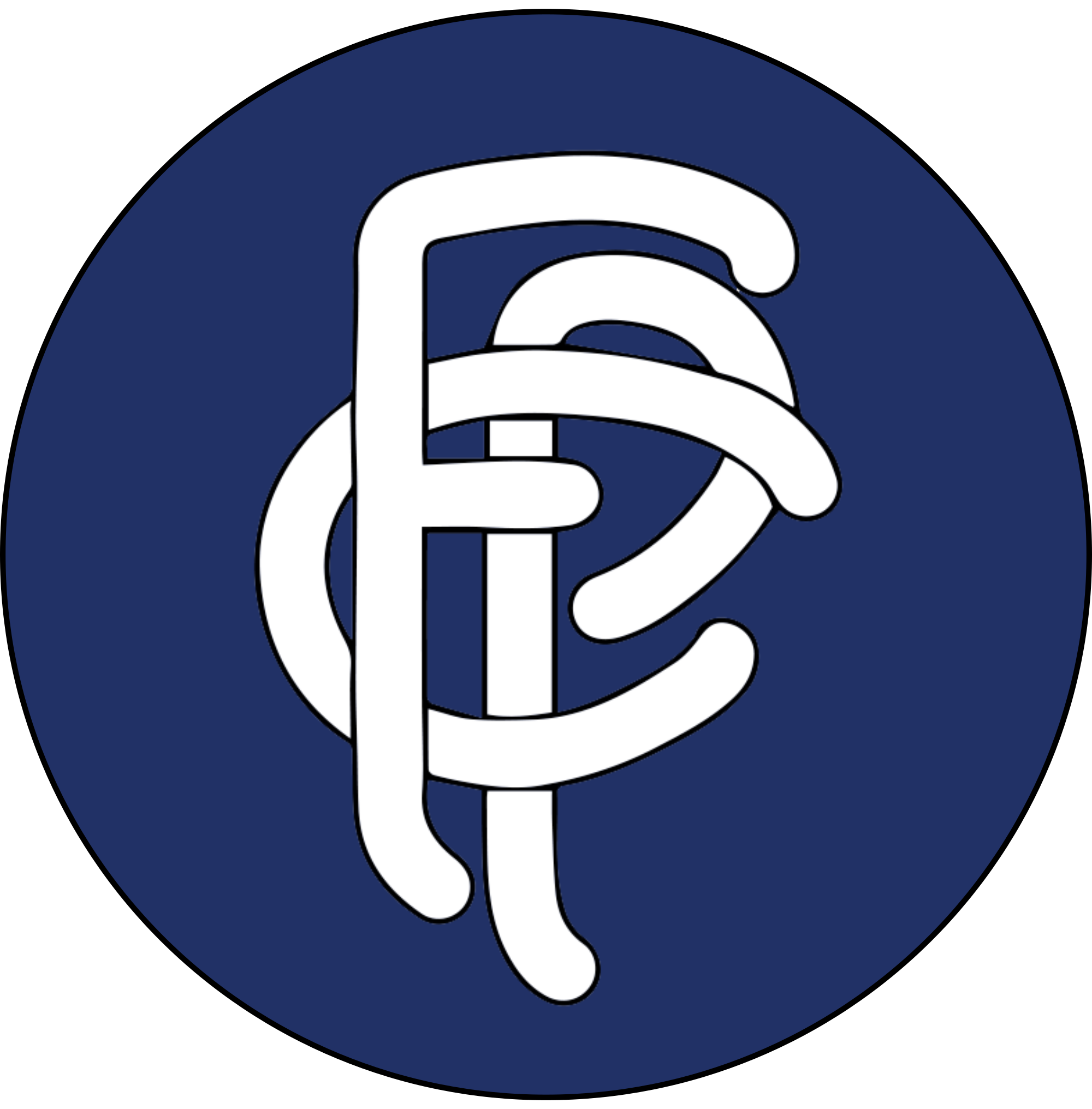
Первая эмблема клуба (1906—1910)

28 сентября 1893 года коммерсант Антониу Николау д’Алмейда, экспортировавший портвейн в Англию, объявил о создании футбольного клуба под именем Foot-ball Club do Porto. День основания был выбран не случайно, 28 сентября — день рождения правившего тогда короля Португалии Карлуша I и его супруги Амелии, родившихся в один день. Антониу д’Алмейда был убеждённым монархистом. Также официальными клубными цветами стали цвета Королевского дома Португалии — белый и синий. На первый же матч команды были приглашены король с супругой. Однако жена самого д’Алмейды англичанка Хильда Рамсей ненавидела футбол и настояла на том, чтобы муж оставил свою новую забаву и сосредоточился на винном бизнесе. После этого клуб фактически прекратил своё существование до августа 1906 года.
В августе 1906 года за возрождение клуба взялся близкий друг д’Алмейды Жозе Монтейру да Кошта, также регулярно бывавший в Англии. Ради своей затеи он отказался от места в руководстве оздоровительного клуба Grupo do Destino, пользовавшегося государственной финансовой поддержкой. В течение нескольких месяцев были созданы штат клуба, его устав, Совет директоров, а также появились второстепенные секции лёгкой атлетики, бокса, крикета, тенниса и водного поло. В апреле 1907 года в Португалии появилось первое футбольное поле Campo da Rua da Rainha, размером всего лишь 50 на 30 метров. В том же году у клуба появился свой отдельный офис, что тогда могла себе позволить далеко не каждая организация в Португалии, был выписан тренер из Франции, Кассань, был сыгран первый международный матч с испанской командой «Фортуна» из Виго, закончившийся поражением.
Первый трофей «Порту» выиграл в 1912 году — Кубок имени Жозе Монтейру да Кошты, а перебравшись в следующем году на поле Campo da Constituição, побеждал в большинстве региональных чемпионатов.

### 1920-е годы
В 1920 году «Порту» одолел в Лиссабоне «Бенфику» со счётом 3-2. Уже тогда соперничество между 2 городами (Лиссабон и Порту) имело место во всех сферах жизнедеятельности. В то время преимущество Лиссабона было подавляющим. К примеру, в составе сборной Португалии в первом товарищеском матче со сборной Испании в 1921 году был лишь один представитель из «Порту».
До 1922 года эмблемой клуба служило изображение мяча синего цвета с аббревиатурой FCP посередине. В 1922 году на логотип команды перекочевали герб города Порту и надпись Invicta (непобедимая) с драконом. С этого времени за командой закрепляется прозвище «драконы». В том же году «Порту» впервые завоевал титул чемпиона Португалии, в финале одолев «Спортинг». Три года спустя клуб повторил свой успех. Наибольший вклад в победу внёс голкипер Мигель Сиска.

### 1930-е годы
В 1933 году клуб переехал на новое место, заняв здание на площади имени генерала Умберту Делгаду. Открылись новые подразделения в составе клуба — гимнастики, баскетбола и хоккея на траве, регби, гандбола, настольного тенниса. Увеличилась вместимость стадиона Campo da Constituição до 20 000 зрителей. Однако даже эта цифра не отвечала количеству желающих посещать стадион, поэтому было решено начать возводить новую арену. На топовые матчи клуб арендовывал другие стадионы Порту «Амиал» и «Эштадиу да Лима».
1930-е годы стали удачными для клуба. «Порту» выиграл чемпионат Португалии (прообраз современного Кубка Португалии) дважды в 1932 и 1937 годах. В 1935 году ему покорился чемпионат лиги. В сезоне 1938/1939 годов «Порту» выиграл первый официальный чемпионат Португалии. А в следующем сезоне сумел защитить свой титул. Ведущим игроком той команды был форвард Артур Ди Соуза «Пинга».

### 1940—1970-е годы
Период с 1941 года по 1977 год в португальском футболе отмечены полным превосходством лиссабонских клубов. «Бенфика» и «Спортинг» разыгрывали национальный титул между собой и лишь дважды, в 1956 и 1959 годах позволили «Порту» занять первое место в чемпионате.
К 1945 году у «Порту» было 8 тысяч организованных членов клуба, плативших регулярные членские взносы. В клубе были добавлены секции бильярда, волейбола и велоспорта, число трофеев росло, но футбольных среди них не было. В футболе господствовали лиссабонские гранды лишь в сезоне 1940/1941 допустив «Порту» на 2-е место. Как правило, команда занимала 4-е место в чемпионате.
В истории «Порту» того периода выделяется товарищеский матч против лондонского «Арсенала» в 1948 году, в котором «драконы» одержали победу со счётом 3:2. «Арсенал» в то время считался лучшей футбольной командой Европы. Матч проходил на переполненной арене «Эштадиу да Лима» в Порту. Впечатлённые поклонники «Порту» изготовили из собранных средств приз весом 300 кг, 130 из которых приходились на долю серебра, и вручили команде. На волне этого успеха клубное руководство начало вкладывать в развитие инфраструктуры. В 1949 году началось строительство нового стадиона «Даш Анташ». Торжественное открытие стадиона состоялось 28 мая 1952 года в присутствии 50 000 зрителей при вместимости 44 000.
В сезоне 1955/1956 с помощью бразильского тренера Доривала Книпела «Устрича» клуб смог прервать длительную серию неудач и выиграть чемпионат. Тогда же состоялся дебют команды в еврокубках, в 1-м раунде Кубка чемпионов «Порту» уступил «Атлетику» из Бильбао. Три года спустя команда вновь смогла выиграть чемпионат под руководством венгра Белы Гуттманна, тогда у «Порту» был сильнейший состав в Португалии. В той команде блистали Педроту, Монтейру да Кошта, Фредерику Барригана.
В 1960-е годы «Порту» вновь отошёл на вторые роли, команда не могла составить серьёзной конкуренции «Бенфике» во главе с Эйсебио. Клуб смог выиграть всего один Кубок Португалии в этот период. В 1976 году команду возглавил бывший игрок «Порту» Жозе Мария Педроту, внедривший новые методики тренировок и сумевший избавить её от «лиссабонского синдрома». Клуб в первом же сезоне, под руководством Педроту, выиграл Кубок Португалии, а в 2 следующих сезонах 1977/1978 и 1978/1979 дважды подряд сделал «дубль» — выиграв чемпионат и Кубок Португалии. С тех пор «Порту» является безусловным лидером португальского футбола. В сезоне 1979/1980 «Порту» не удалось в третий раз подряд взять чемпионство, руководство клуба, в лице Пинту да Кошты, обвинило Педроту в неудаче, тот в ответ сам ушёл в отставку.

### 1980-е годы: успехи на международном уровне

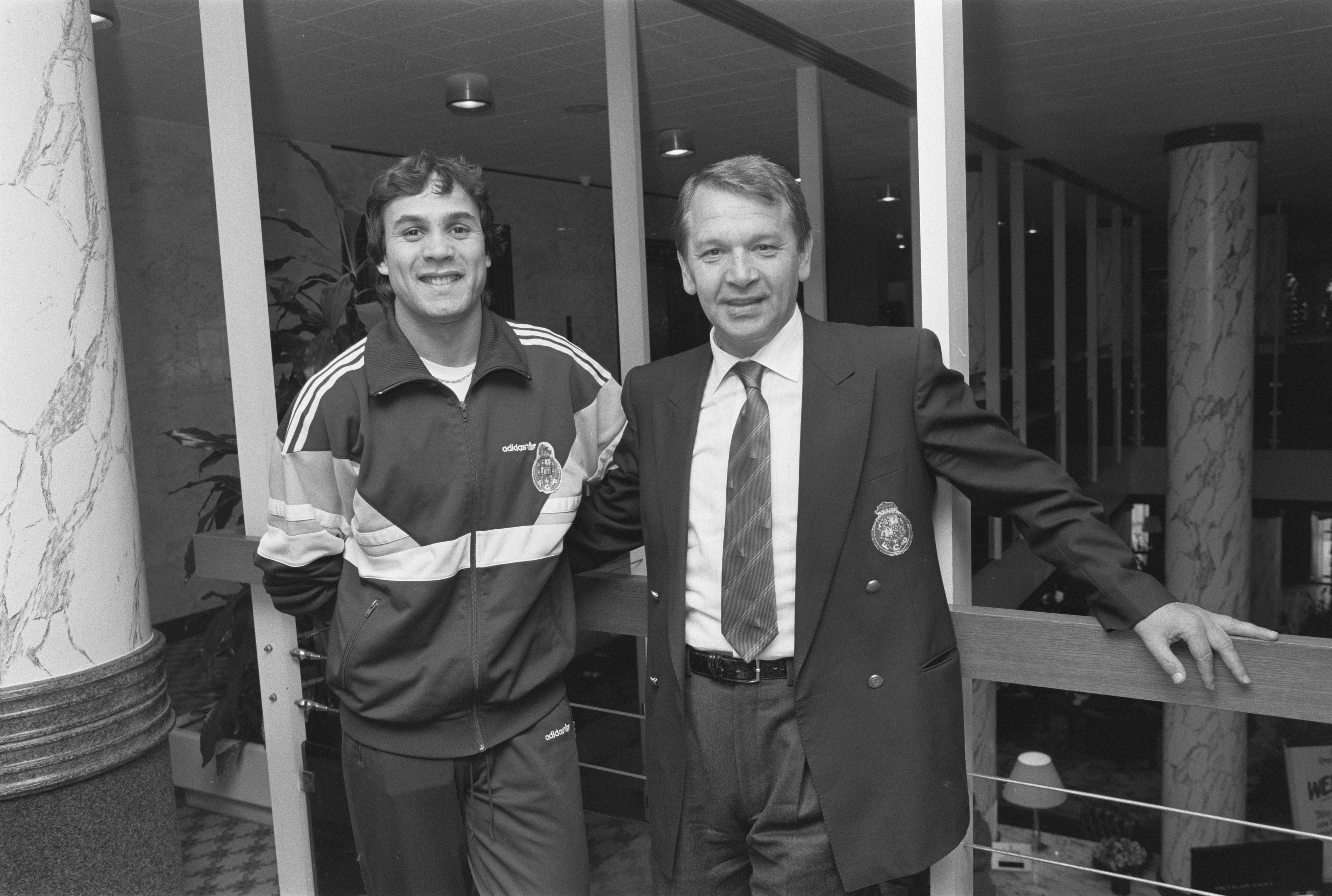
Рабах Маджер (слева) и Томислав Ивич после победы в Суперкубке УЕФА 1987

После 3 сезонов без трофеев Пинту да Кошта, занявший президентское кресло в клубе, публично извинился перед Педроту и убедил вернуться его на место главного тренера «Порту». После возвращения Педроту дела команды пошли в гору, несмотря на то, что на национальном уровне ситуация мало изменилась, в Европе «Порту» за короткое время стал одним из ведущих клубов. В 1984 году клуб впервые добрался до еврокубкового финала, встретившись в Базеле с «Ювентусом» в финале Кубка кубков, и уступил в равной борьбе. Однако, взяв в следующие 2 года 2 чемпионских титула и Кубок страны, «Порту» в 1987 году выигрывает Кубок чемпионов, одолев на своём пути мальтийский «Рабат Аякс», чехословацкий «Витковице», датский «Брондбю», киевское «Динамо» и в финале одолев «Баварию» со счётом 2-1 на стадионе «Пратер» в Вене. Взлед за этим «Порту» берёт Суперкубок Европы, выиграв у амстердамского «Аякса» оба матча со счётом 1-0. Затем ему покоряется и Межконтинентальный кубок, в противостоянии с уругвайским «Пеньяролем» на Олимпийском стадионе в Токио, добившись победы всё с тем же счётом 1-0. В том триумфальтом составе тон задавали алжирец Рабах Маджер, признанный лучшим футболистом в Африке по итогам 1987 года, польский голкипер Юзеф Млынарчик, Паулу Футре, бразилец Казагранде, обладатель двух «Золотых бутс» (1985 и 1987 г.) Фернанду Гомеш, рекордсмен на тот момент по числу матчей за сборную Португалии Жоао Силва Пинту.
Добившись успехов на международнем уровне, «Порту» стал возвращать лидирующее положение и на национальном. «Порту» стал самым богатым и успешным клубом Португалии. К концу 1980-х популярность выросла настолько, что пришлось немного опустить газон стадиона «Даш Анташ», чтобы расширить трибуны и повысить их вместимость. Клуб также открыл свои печатные издания — Loja Azul и Revista Dragoes, и продолжил увеличивать количество секций клуба по новым для себя видам спорта.

### 1990-е годы: доминирование в Португалии
В 2000 году «Порту» стал одним из 14 клубов-учредителей организации G-14, объединяющей ведущие футбольные клубы Европы. Помимо «Порту», в G-14 входили «Аякс», «Барселона», «Бавария», «Боруссия» (Дортмунд), «Интернационале», «Ювентус», «Ливерпуль», «Манчестер Юнайтед», «Олимпик Марсель», «Милан», ПСЖ, ПСВ, «Реал Мадрид» и присоединившиеся позднее «Арсенал», «Байер 04», «Олимпик Лион» и «Валенсия».

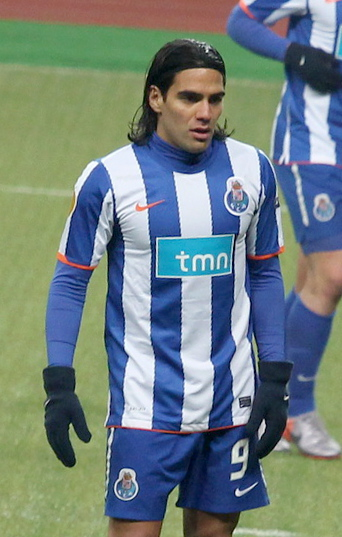
Радамель Фалькао

В 2003 году «Порту» под руководством Жозе Моуринью выиграл Кубок УЕФА, Суперлигу Португалии, Кубок и Суперкубок страны. В следующем году клуб победил и в Лиге чемпионов (в финале был обыгран «Монако» 3:0). После ухода Моуринью из клуба в 2004-м «Порту» продолжил доминирование на внутренней арене, одержав победы в чемпионатах 2006, 2007, 2008 и 2009 годов при частой смене тренеров (лишь Жезуалду Феррейра смог проработать с клубом 3 сезона). В связи с коррупционным скандалом, связанным с подкупом судей президентом клуба да Коштой в сезоне-2003/04, «Порту» изначально был исключён из розыгрыша Лиги чемпионов 2008/09, однако впоследствии спортивный арбитражный суд отменил это решение. 22 июня 2011 года главный тренер «Порту» Андре Виллаш-Боаш, бывший ранее помощником Жозе Моуринью в «Порту», «Челси» и «Интере», проработав всего лишь один сезон, покинул команду и вскоре возглавил «Челси». Его место занял опытный португальский наставник Витор Перейра, бывший помощником на этот раз Виллаша-Боаша. Он смог привести команду к двум чемпионствам подряд, вывел команду в 1/8 финала Лиги чемпионов 2012/13, однако был заменён на специалиста Паулу Фонсека, который помог команде «Пасуш-де-Феррейра» занять третье место в португальском первенстве сезона 2012/13 и впервые пробиться в квалификацию Лиги чемпионов. «Порту» возместил около € 1 млн за досрочное расторжение контракта специалиста и его бывшего клуба. Это произошло на фоне переходов полузащитников Жоау Моутинью и Хамеса Родригеса в «Монако», за которых клуб смог выручить € 70 млн.

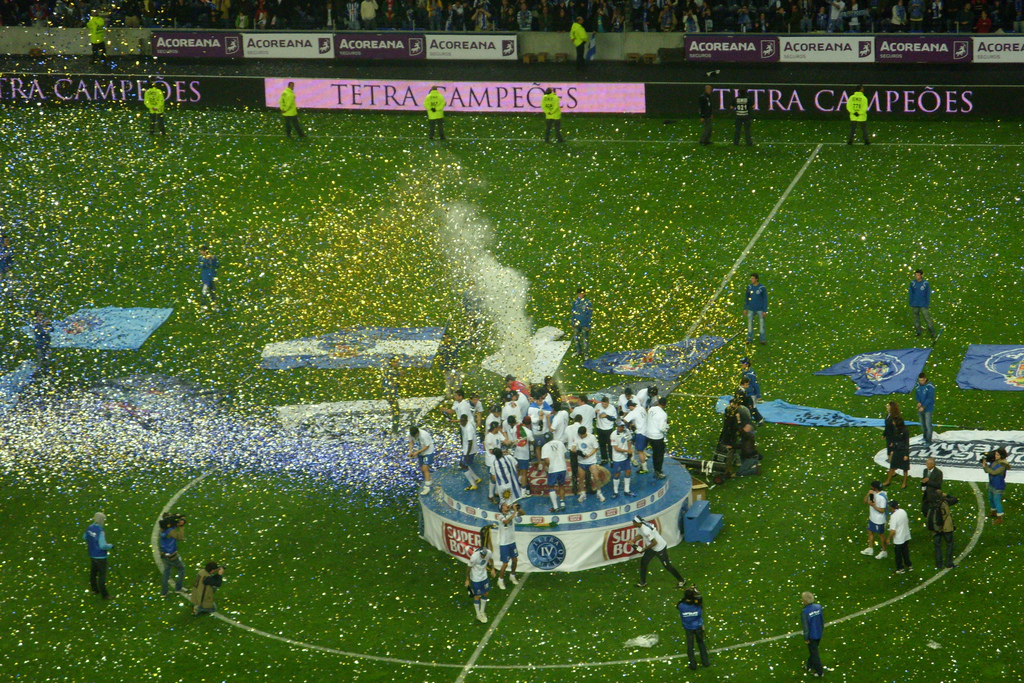
Игроки «Порту» празднуют вторую «Тетру» клуба в сезоне 2008-09.

В целом, за прошедшие 10 лет «Порту» выручил на трансферах более € 500 млн. Самые дорогие продажи, совершённые за это время это: Халк — в питерский «Зенит» (€ 55 млн), Радамель Фалькао — в «Атлетико» (€ 47 млн), Хамес Родригес — в «Монако» (€ 45 млн), Рикарду Карвалью — в «Челси» (€ 30 млн), Пепе — в «Реал» (€ 30 млн). Отличительной особенностью этих переходов является то, что ранее клуб приобретал этих и многих других игроков за сравнительно небольшие суммы (Фалькао, например, — за € 5,4 млн из «Ривер Плейт», а Пепе — за € 2 млн из «Маритиму»), порой из не самых известных клубов, либо они приходили в клуб бесплатно (Рикарду Карвалью, Бруну Алвеш, Манише, Рауль Мейрелеш). Такие финансовые успехи оказались возможны благодаря отлично выстроенной скаутской системе, переключению фокуса поиска игроков с южноамериканского рынка на африканский, способностью договариваться с агентами и представителями клубов и игроков, и, безусловно, отличной тренерской школой. «Драконы» умеют зарабатывать даже на трансферах тренеров. Досрочные разрывы контрактов с Жозе Моуринью и Виллаш-Боашем обошлись в своё время «Челси» в € 15 млн.

## Формы
Домашняя форма
| 1906    | 1907    | 1909    | 1921    | 1930    | 1953    | 1975    | 1982    | 1984    | 1986    | 1997—2000 |
| 2000/01 | 2001/02 | 2002/03 | 2003/04 | 2004/05 | 2005/06 | 2006/07 | 2007/08 | 2008/09 | 2009/10 | 2010/11   |
| 2011/12 | 2012/13 | 2013/14 | 2014/15 | 2015/16 | 2016/17 | 2017/18 | 2018/19 | 2019/20 | 2020/21 | 2021/22   |
| 2022/23 | 2023/24 | 2024/25 |         |         |         |         |         |         |         |           |

Выездная форма
| 1997—2000 | 2000/01 | 2001/02 | 2002/03 | 2003/04 | 2004/05 | 2005/06 | 2006/07 | 2007/08 | 2008/09 | 2009/10 |
| 2010/11   | 2011/12 | 2012/13 | 2013/14 | 2014/15 | 2015/16 | 2016/17 | 2017/18 | 2018/19 | 2019/20 | 2020/21 |
| 2021/22   | 2022/23 | 2023/24 | 2024/25 |         |         |         |         |         |         |         |

Резервная форма
| 2000/01 | 2001/02 | 2002/03 | 2003/04 | 2004/05 | 2005/06 | 2006/07 | 2007/08 | 2008/09 | 2009/10 | 2010/11 |
| 2011/12 | 2012/13 | 2013/14 | 2014/15 | 2015/16 | 2016/17 | 2017/18 | 2018/19 | 2019/20 | 2020/21 | 2021/22 |
| 2022/23 | 2023/24 | 2024/25 |         |         |         |         |         |         |         |         |

Источники:
- FC Porto. www.colours-of-football.com. Дата обращения: 20 июня 2023. Архивировано 20 июня 2023 года.
- FC Porto Kit History (англ.). Football Kit Archive. Дата обращения: 20 июня 2023. Архивировано 20 июня 2023 года.

## Дерби и ультрас

### Дерби
У «Порту» есть два принципиальных противостояния называется «О Класико», это матчи против клуба «Бенфика». Так же противостояние «Класико Драконы против Львов», это матчи против клуба «Спортинг». Есть городское дерби с клубом «Боавишта» (называется «Дерби да Инвикта») и «Северное дерби» с «Брагой».

### Ультрас
Ультрас-группы «Порту»: «Super Dragões», «Colectivo Ultras 95», «Movimento Portuenese». Друзьями считаются ультрас «Лацио», «Атлетико Минейро», «Ботафого», «Васко да Гама», «Палмейрас».

## История выступлений
| Сезон     | Дивизион | Место   | Кубок      |                            |
| --------- | -------- | ------- | ---------- | -------------------------- |
| 1934/35   | 1ª       | Чемпион | 1/2        |                            |
| 1935/36   | 1ª       | 2-е     | 1/4        |                            |
| 1936/37   | 1ª       | 4-е     | Победитель |                            |
| 1937/38   | 1ª       | 2-е     | 1/4        |                            |
| 1938/39   | 1ª       | Чемпион | 1/2        |                            |
| 1939/40   | 1ª       | Чемпион | 1/2        |                            |
| 1940/41   | 1ª       | 2-е     | 1/4        |                            |
| 1941/42   | 1ª       | 4-е     | 1-й раунд  |                            |
| 1942/43   | 1ª       | 7-е     | 1/2        |                            |
| 1943/44   | 1ª       | 4-е     | 1/4        |                            |
| 1944/45   | 1ª       | 4-е     | 1-й раунд  |                            |
| 1945/46   | 1ª       | 6-е     | 1/2        |                            |
| 1946/47   | 1ª       | 3-е     | -          |                            |
| 1947/48   | 1ª       | 5-е     | 1/8        |                            |
| 1948/49   | 1ª       | 4-е     | 1/4        |                            |
| 1949/50   | 1ª       | 5-е     | -          |                            |
| 1950/51   | 1ª       | 2-е     | 1/4        |                            |
| 1951/52   | 1ª       | 3-е     | 1/2        | -                          |
| 1952/53   | 1ª       | 4-е     | Финалист   | -                          |
| 1953/54   | 1ª       | 2-е     | 1/4        | -                          |
| 1954/55   | 1ª       | 4-е     | 1/8        | -                          |
| 1955/56   | 1ª       | Чемпион | Победитель | -                          |
| 1956/57   | 1ª       | 2-е     | 1/4        | КЧ 1-й раунд               |
| 1957/58   | 1ª       | 2-е     | Победитель | -                          |
| 1958/59   | 1ª       | Чемпион | Финалист   | -                          |
| 1959/60   | 1ª       | 4-е     | 1/2        | КЧ 1-й раунд               |
| 1960/61   | 1ª       | 3-е     | Финалист   | -                          |
| 1961/62   | 1ª       | 2-е     | 1/8        | -                          |
| 1962/63   | 1ª       | 2-е     | 1/4        | КЯ 1-й раунд               |
| 1963/64   | 1ª       | 2-е     | Финалист   | КЯ 1-й раунд               |
| 1964/65   | 1ª       | 2-е     | 1/16       | КК 2-й раунд               |
| 1965/66   | 1ª       | 3-е     | 1/4        | КЯ 2-й раунд               |
| 1966/67   | 1ª       | 3-е     | 1/2        | КЯ 1-й раунд               |
| 1967/68   | 1ª       | 3-е     | Победитель | КЯ 1-й раунд               |
| 1968/69   | 1ª       | 2-е     | 1/16       | КК 2-й раунд               |
| 1969/70   | 1ª       | 9-е     | 1/16       | КЯ 2-й раунд               |
| 1970/71   | 1ª       | 3-е     | 1/4        | -                          |
| 1971/72   | 1ª       | 5-е     | 1/2        | КУ 1-й раунд               |
| 1972/73   | 1ª       | 4-е     | 1/4        | КУ 3-й раунд               |
| 1973/74   | 1ª       | 4-е     | 1/2        | -                          |
| 1974/75   | 1ª       | 2-е     | 1/4        | КУ 2-й раунд               |
| 1975/76   | 1ª       | 4-е     | 1/4        | КУ 3-й раунд               |
| 1976/77   | 1ª       | 3-е     | Победитель | КУ 1-й раунд               |
| 1977/78   | 1ª       | Чемпион | Финалист   | КК 1/4                     |
| 1978/79   | 1ª       | Чемпион | 1/32       | КЧ 1-й раунд               |
| 1979/80   | 1ª       | 2-е     | Финалист   | КЧ 2-й раунд               |
| 1980/81   | 1ª       | 2-е     | Финалист   | КУ 2-й раунд               |
| 1981/82   | 1ª       | 3-е     | 1/4        | КК 1/4                     |
| 1982/83   | 1ª       | 2-е     | Финалист   | КУ 2-й раунд               |
| 1983/84   | 1ª       | 2-е     | Победитель | КК Финалист                |
| 1984/85   | 1ª       | Чемпион | Финалист   | КК 1-й раунд               |
| 1985/86   | 1ª       | Чемпион | 1/8        | КЧ 2-й раунд               |
| 1986/87   | 1ª       | 2-е     | 1/2        | КЧ Победитель              |
| 1987/88   | 1ª       | Чемпион | Победитель | КЧ 2-й раунд               |
| 1988/89   | 1ª       | 2-е     | 1/8        | КЧ 2-й раунд               |
| 1989/90   | 1ª       | Чемпион | 1/8        | КУ 3-й раунд               |
| 1990/91   | 1ª       | 2-е     | Победитель | КЧ 1/4                     |
| 1991/92   | 1ª       | Чемпион | Финалист   | КК 2-й раунд               |
| 1992/93   | 1ª       | Чемпион | 1/8        | ЛЧ Групп.раунд             |
| 1993/94   | 1ª       | 2-е     | Победитель | ЛЧ 1/2                     |
| 1994/95   | 1ª       | Чемпион | 1/2        | КК 1/4                     |
| 1995/96   | 1ª       | Чемпион | 1/2        | ЛЧ Групп.раунд             |
| 1996/97   | 1ª       | Чемпион | 1/2        | ЛЧ 1/4                     |
| 1997/98   | 1ª       | Чемпион | Победитель | ЛЧ Групп.раунд             |
| 1998/99   | 1ª       | Чемпион | 4-й раунд  | ЛЧ Групп.раунд             |
| 1999/2000 | 1ª       | 2-е     | Победитель | ЛЧ 1/4                     |
| 2000/01   | 1ª       | 2-е     | Победитель | ЛЧ 3-й Квалиф.раунд КУ 1/4 |
| 2001/02   | 1ª       | 3-е     | 1/4        | ЛЧ 2-й Групп.раунд         |
| 2002/03   | 1ª       | Чемпион | Победитель | КУ Победитель              |
| 2003/04   | 1ª       | Чемпион | Финалист   | ЛЧ Победитель              |
| 2004/05   | 1ª       | 2-е     | 1/16       | ЛЧ 1/8                     |
| 2005/06   | 1ª       | Чемпион | Победитель | ЛЧ Групп.раунд             |
| 2006/07   | 1ª       | Чемпион | 1/16       | ЛЧ 1/8                     |
| 2007/08   | 1ª       | Чемпион | Финалист   | ЛЧ 1/8                     |
| 2008/09   | 1ª       | Чемпион | Победитель | ЛЧ 1/4                     |
| 2009/10   | 1ª       | 3-е     | Победитель | ЛЧ 1/8                     |
| 2010/11   | 1ª       | Чемпион | Победитель | ЛЕ Победитель              |
| 2011/12   | 1ª       | Чемпион | 1/16       | ЛЧ Групп.раунд             |
| 2012/13   | 1ª       | Чемпион | 1/8        | ЛЧ 1/8                     |
| 2013/14   | 1ª       | 3-e     | 1/2        | ЛЧ Групп.раунд             |
| 2014/15   | 1ª       | 2-е     | 1/32       | ЛЧ 1/4                     |
| 2015/16   | 1ª       | 3-e     | Финалист   | ЛЧ Групповой раунд         |
| 2016/17   | 1ª       | 2-e     | 1/16       | ЛЧ 1/8                     |
| 2017/18   | 1ª       | Чемпион | 1/2        | ЛЧ 1/8                     |
| 2018/19   | 1ª       | 2-e     | Финалист   | ЛЧ 1/4                     |
| 2019/20   | 1ª       | Чемпион | Победитель | ЛЕ 1/16                    |

## Стадион

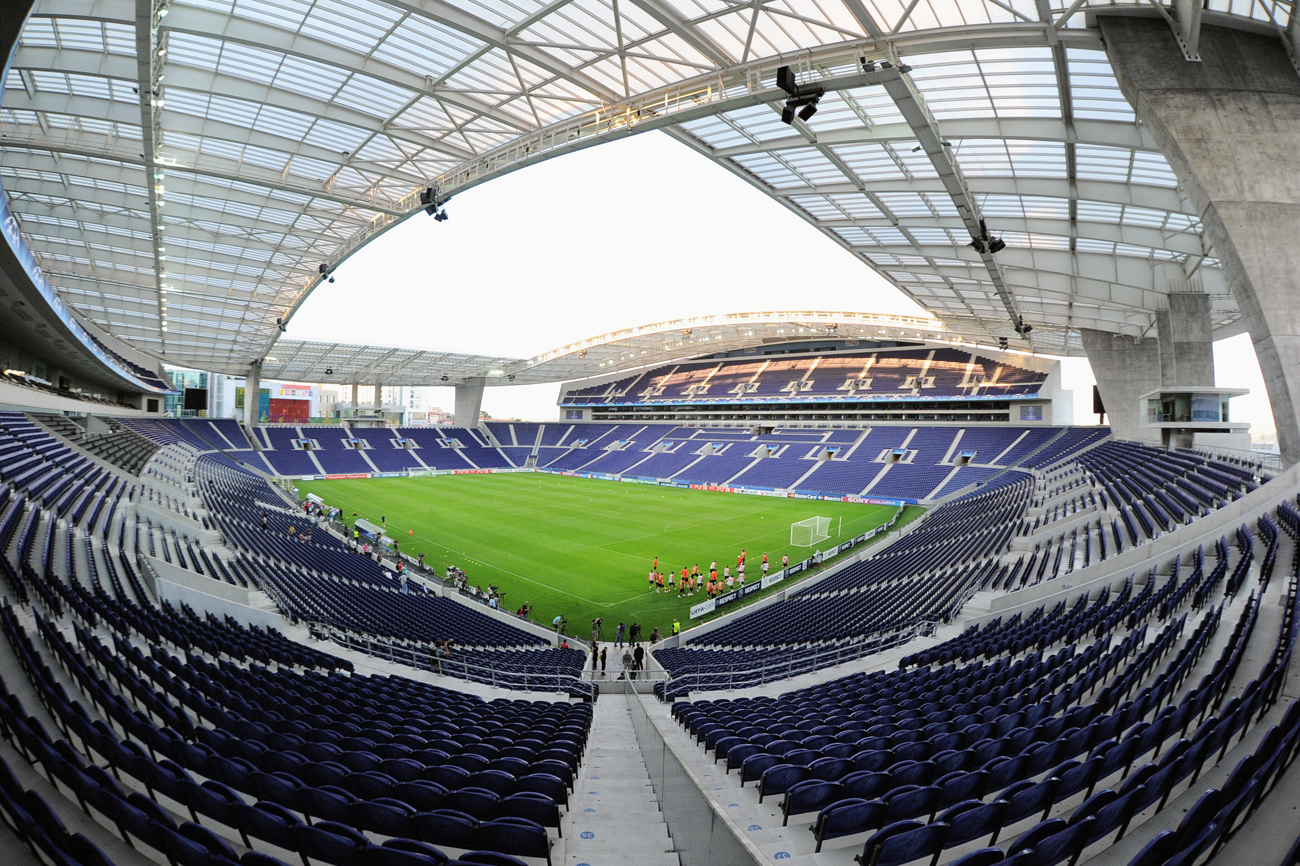
Внутри стадиона «Драган»

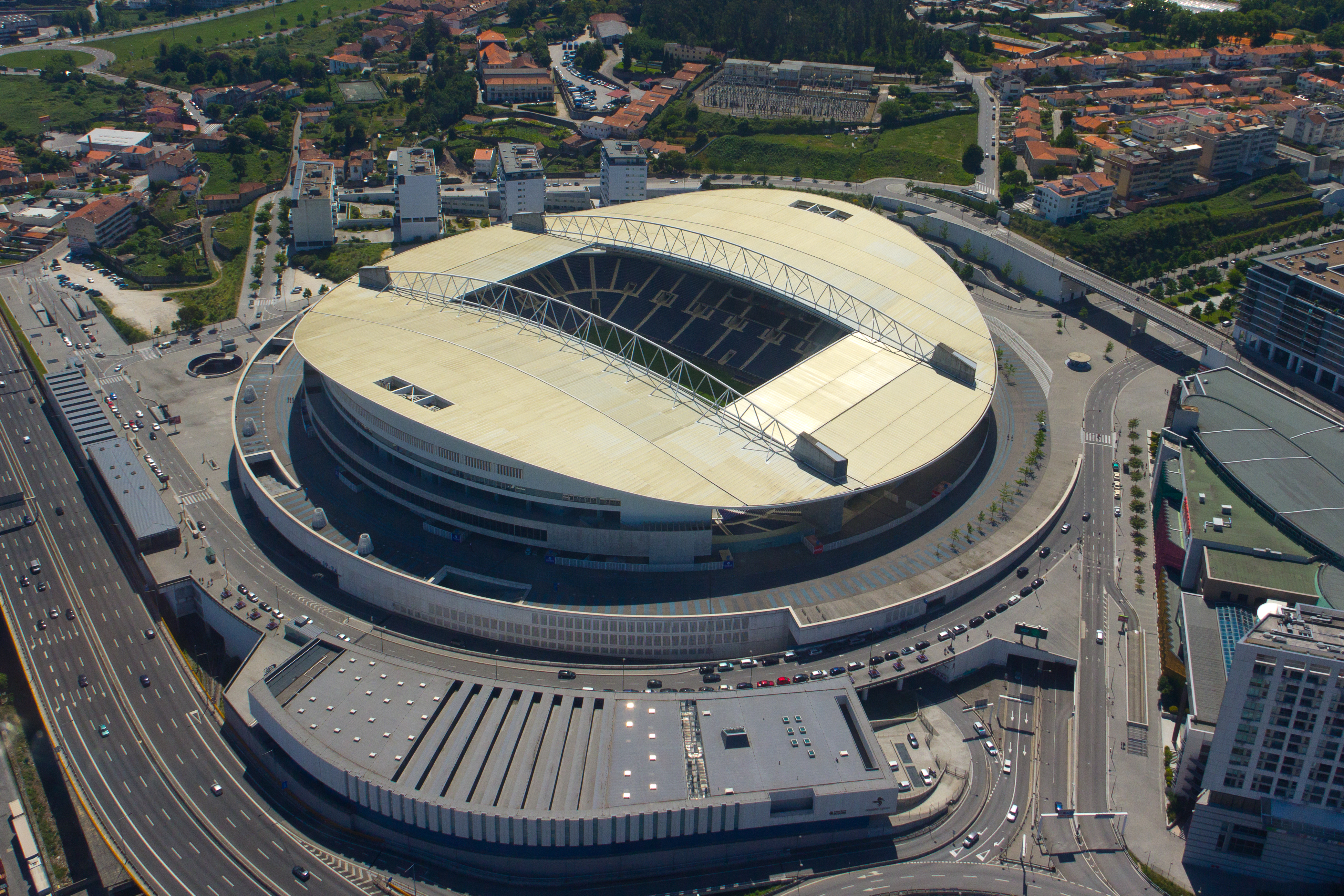

Название стадиона происходит от дракона, расположенного на эмблеме клуба. Также «драконы» — это прозвище команды. При выборе названия новому стадиону сперва хотели оставить старое название «Даш Анташ», дать имя в честь игрока Пинга, менеджера Хосе Педрото или президента клуба Пинто да Коста. Однако выбор названия пал на «Драган».
Строительные работы начались в конце 2001 года, а в ноябре 2003 года стадион был уже завершён. На реализацию проекта было потрачено 97,7 млн евро, 18,5 млн из которых выделило правительство. Дизайн новой арены разработал португальский архитектор Мануэл Салгаду.
Торжественное открытие «Драган» состоялось матчем «Порту» против «Барселоны» 16 ноября 2003 года. Хозяева выиграли 2:0; в этом матче впервые в составе испанцев вышел на поле 16-летний Лионель Месси.
Стадион изначально строился как домашняя арена «Порту», однако до февраля 2004 года клуб выступал на старом стадионе «Даш Анташ» из-за проблем с газоном.
В рамках чемпионата Европы 2004 года на арене прошёл матч открытия, а также ещё две игры группового этапа, один четвертьфинал и полуфинал. В 2006 году на стадионе проходил концерт The Rolling Stones; другое из значимых событий, прошедших на стадионе — европейский финал «Гонки чемпионов» 2009 года. В 2019 году на стадионе прошёл Финал Лиги наций.
- Драган
- Вместимость — 50033 человека.
- Размеры поля — 105 x 68 метров.
- Адрес — Via Futebol Clube do Porto, 4350-415 Porto.

### Бренды и спонсорство
| Период       | Изготовитель формы | Титульный спонсор |
| ------------ | ------------------ | ----------------- |
| 1975—1983    | Adidas             | отсутствует       |
| 1983—1997    | Adidas             | Revigrés          |
| 1997—2000    | Kappa              | Revigrés          |
| 2000—2003    | Nike               | Revigrés          |
| 2003—2008    | Nike               | PT                |
| 2008—2011    | Nike               | TMN               |
| 2011—2014    | Nike               | MEO               |
| 2014—2015    | Warrior            | MEO               |
| 2015—2018    | New Balance        | MEO               |
| 2018 — н. в. | New Balance        | Altice            |

## Статистика участия в соревнованиях

### Чемпионат Португалии
«Порту» (наряду с «Бенфикой» и «Спортингом») участвовал во всех 91 состоявшихся чемпионатах страны. Первым он был 30 раз, вторым — 29, третьим — 14, то есть в совокупности клуб попадал в призёры в 73 турнирах. Ещё 12 раз он останавливался в шаге от пьедестала, трижды финишировал пятым, 1 раз — шестым, 1 — седьмым, 1 — девятым.

### Международные соревнования
| Турнир                                     | Игры | Победы | Ничьи | Поражения | ГЗ  | ГП  | +/-  | В%     |
| ------------------------------------------ | ---- | ------ | ----- | --------- | --- | --- | ---- | ------ |
| Кубок европейских чемпионов/Лига чемпионов | 277  | 126    | 61    | 90        | 411 | 312 | +99  | 045,49 |
| Кубок кубков                               | 41   | 21     | 7     | 13        | 58  | 44  | +14  | 051,22 |
| Кубок УЕФА/Лига Европы                     | 106  | 52     | 20    | 34        | 181 | 127 | +54  | 049,06 |
| Суперкубок УЕФА                            | 5    | 2      | 0     | 3         | 3   | 5   | −2   | 040,00 |
| Межконтинентальный кубок                   | 2    | 1      | 1     | 0         | 2   | 1   | +1   | 050,00 |
| Всего                                      | 431  | 202    | 89    | 140       | 655 | 489 | +166 | 046,87 |

## Достижения

### Национальные
- Чемпионат Португалии
  - Чемпион (30): 1934/35, 1938/39, 1939/40, 1955/56, 1958/59, 1977/78, 1978/79, 1984/85, 1985/86, 1987/88, 1989/90, 1991/92, 1992/93, 1994/95, 1995/96, 1996/97, 1997/98, 1998/99, 2002/03, 2003/04, 2005/06, 2006/07, 2007/08, 2008/09, 2010/11, 2011/12, 2012/13, 2017/18, 2019/20, 2021/22
  - Вице-чемпион (29): 1935/36, 1937/38, 1940/41, 1950/51, 1953/54, 1956/57, 1957/58, 1961/62, 1962/63, 1963/64, 1964/65, 1968/69, 1974/75, 1979/80, 1980/81, 1982/83, 1983/84, 1986/87, 1988/89, 1990/91, 1993/94, 1999/2000, 2000/01, 2014/15, 2016/17, 2018/19, 2020/21, 2022/23
- Кубок Португалии
  - Обладатель (20): 1955/56, 1957/58, 1967/68, 1976/77, 1983/84, 1987/88, 1990/91, 1993/94, 1997/98, 1999/2000, 2000/01, 2002/03, 2005/06, 2008/09, 2009/10, 2010/11, 2019/20, 2021/22, 2022/23, 2023/24
  - Финалист (14): 1952/53, 1958/59, 1960/61, 1963/64, 1977/78, 1979/80, 1980/81, 1982/83, 1984/85, 1991/92, 2003/04, 2007/08, 2015/16, 2018/19
- Кубок португальской лиги
  - Обладатель: 2022/23
  - Финалист (4): 2009/10, 2012/13, 2018/19, 2019/20
- Суперкубок Португалии
  - Обладатель (24, рекорд): 1981, 1983, 1984, 1986, 1990, 1991, 1993, 1994, 1996, 1998, 1999, 2001, 2003, 2004, 2006, 2009, 2010, 2011, 2012, 2013, 2018, 2020, 2022, 2024

### Международные
- Кубок европейских чемпионов / Лига чемпионов УЕФА
  - Победитель (2): 1987, 2004
- Кубок УЕФА / Лига Европы УЕФА
  - Обладатель (2): 2003, 2011
- Кубок обладателей кубков УЕФА
  - Финалист: 1984
- Суперкубок УЕФА
  - Обладатель: 1987
- Межконтинентальный кубок
  - Обладатель (2): 1987, 2004

## Рекорды

### Рекорды игроков

#### По количеству матчей
- Это список игроков с наибольшим количеством матчей в истории клуба.

| №  | Имя                | Период               | Лига НОШ | Кубок Португалии | Еврокубки | Другие | Матчи |
| -- | ------------------ | -------------------- | -------- | ---------------- | --------- | ------ | ----- |
| 1  | Жуан Пинту         | 1981—1997            | 408      | 75               | 79        | 25     | 587   |
| 2  | Витор Баия         | 1988-1996, 1998—2007 | 406      | 43               | 99        | 18     | 566   |
| 3  | Алоизио            | 1990-2001            | 332      | 44               | 75        | 23     | 474   |
| 4  | Фернанду Гомеш     | 1974-1980, 1983—1989 | 341      | 55               | 46        | 9      | 451   |
| 5  | Вирджилио          | 1947-1962            | 346      | 85               | 4         | 0      | 435   |
| 6  | Жайми Магальяйнш   | 1980-1995            | 280      | 58               | 54        | 17     | 409   |
| 7  | Андре Антониу      | 1984-1995            | 276      | 40               | 52        | 17     | 385   |
| 8  | Жорже Кошта        | 1992-2005            | 351      | 31               | 91        | 10     | 383   |
| 9  | Домингуш Пасиенсия | 1987-1997, 1999—2001 | 263      | 48               | 51        | 17     | 379   |
| 10 | Эрнани             | 1950-1952, 1953—1964 | 255      | 76               | 4         | 0      | 335   |

#### По количеству голов
- Это список игроков с наибольшим количеством голов в истории клуба.

| №  | Имя                | Период               | Голы | Матчи |
| -- | ------------------ | -------------------- | ---- | ----- |
| 1  | Фернанду Гомеш     | 1974-1980, 1982—1989 | 355  | 451   |
| 2  | Эрнани             | 1950-1952, 1953—1964 | 183  | 335   |
| 3  | Марио Жардел       | 1996-2000            | 168  | 175   |
| 4  | Антонио Тейшейра   | 1952-1962            | 164  | 220   |
| 5  | Пинга              | 1930-1946            | 146  | 221   |
| 6  | Домингуш Пасиенсия | 1987-1997, 1999—2001 | 142  | 379   |
| 7  | Араужо             | 1942-1949, 1950—1952 | 137  | 168   |
| 8  | Коррейя Диас       | 1939-1940, 1941—1949 | 113  | 122   |
| 9  | Кастодио Пинто     | 1961-1971            | 102  | 331   |
| 10 | Карлуш Дуарте      | 1952-1964            | 98   | 228   |

## Состав
| 14 | Португалия | Вр  | Клаудиу Рамуш         | 1991 |  |  |  |  |  |
| 94 | Бразилия   | Вр  | Самуэл Португал       | 1994 |  |  |  |  |  |
| 99 | Португалия | Вр  | Диогу Кошта (капитан) | 1999 |  |  |  |  |  |
|    |            |     |                       |      |  |  |  |  |  |
| 3  | Португалия | Защ | Тиагу Джало           | 2000 |  |  |  |  |  |
| 4  | Бразилия   | Защ | Отавио                | 2002 |  |  |  |  |  |
| 5  | Испания    | Защ | Иван Маркано          | 1987 |  |  |  |  |  |
| 12 | Нигерия    | Защ | Зайду Сануси          | 1997 |  |  |  |  |  |
| 23 | Португалия | Защ | Жуан Мариу            | 2000 |  |  |  |  |  |
| 24 | Аргентина  | Защ | Неуэн Перес           | 2000 |  |  |  |  |  |
| 52 | Португалия | Защ | Мартин Фернандиш      | 2006 |  |  |  |  |  |
| 74 | Португалия | Защ | Франсишку Моура       | 1999 |  |  |  |  |  |
| 97 | Португалия | Защ | Зе Педру              | 1997 |  |  |  |  |  |
|    |            |     |                       |      |  |  |  |  |  |
| 6  | Канада     | ПЗ  | Стивен Эуштакиу       | 1996 |  |  |  |  |  |

| 8  | Сербия     | ПЗ  | Марко Груич    | 1996 |  |  |  |  |  |
| 10 | Португалия | ПЗ  | Фабиу Виейра   | 2000 |  |  |  |  |  |
| 15 | Португалия | ПЗ  | Вашку Соуза    | 2003 |  |  |  |  |  |
| 20 | Португалия | ПЗ  | Андре Франку   | 1998 |  |  |  |  |  |
| 22 | Аргентина  | ПЗ  | Алан Варела    | 2001 |  |  |  |  |  |
| 25 | Аргентина  | ПЗ  | Томас Перес    | 2005 |  |  |  |  |  |
|    |            |     |                |      |  |  |  |  |  |
| 7  | Бразилия   | Нап | Виллиам Гомес  | 2006 |  |  |  |  |  |
| 9  | Испания    | Нап | Саму Агехова   | 2004 |  |  |  |  |  |
| 11 | Бразилия   | Нап | Пепе           | 1997 |  |  |  |  |  |
| 19 | Камерун    | Нап | Дэнни Намасо   | 2000 |  |  |  |  |  |
| 27 | Швеция     | Нап | Дениз Гюль     | 2004 |  |  |  |  |  |
| 70 | Португалия | Нап | Гонсалу Боржиш | 2001 |  |  |  |  |  |
| 86 | Португалия | Нап | Родригу Мора   | 2007 |  |  |  |  |  |

## Персоналии

### Тренерский штаб

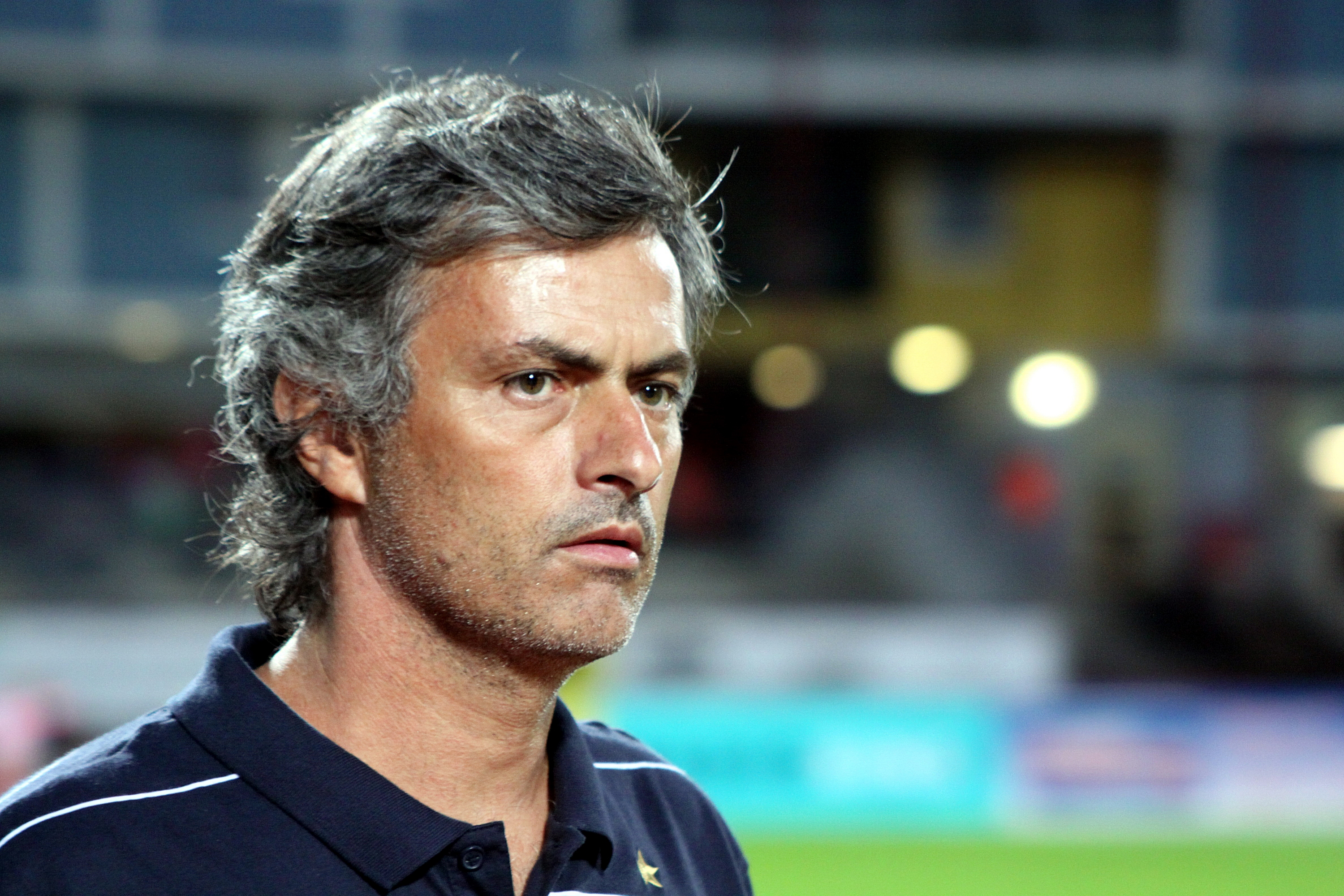
Жозе Моуринью, главный тренер клуба в 2002—2004 годах

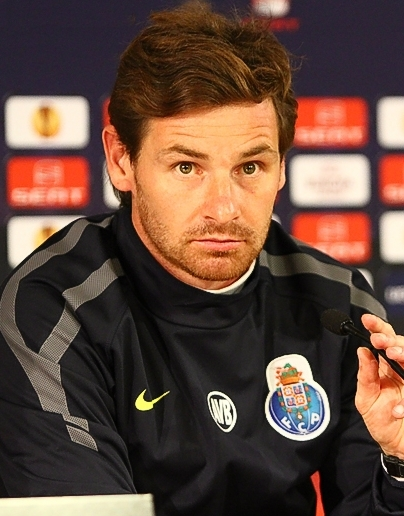
Андре Виллаш-Боаш, главный тренер клуба в 2010—2011 годах и президент «Порту» с 2024 года

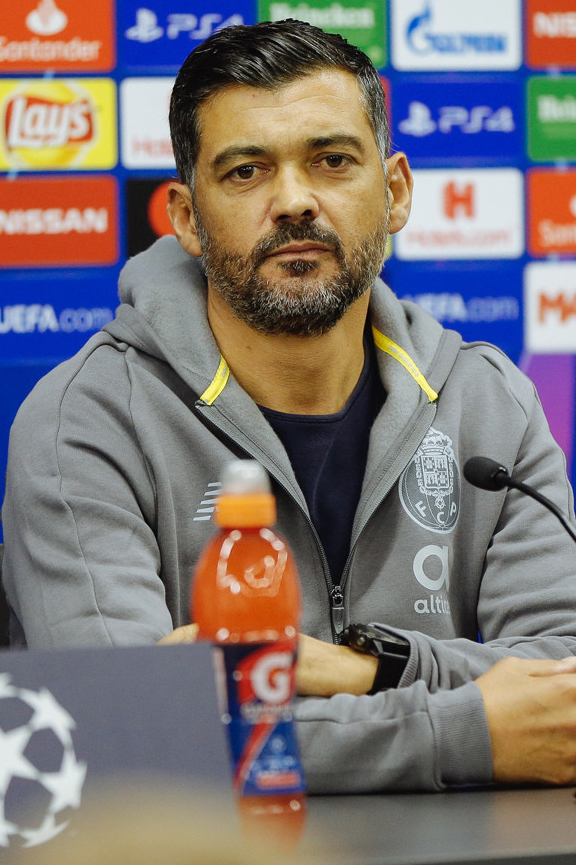
Сержиу Консейсан, главный тренер клуба с 2017 по 2024 год

| Должность                  | Имя            |
| -------------------------- | -------------- |
| Главный тренер             | Виктор Бруно   |
| Ассистент главного тренера | Нуно Пилото    |
| Ассистент главного тренера | Витор Гувеа    |
| Тренер по фитнесу          | Оскар Тохо     |
| Тренер вратарей            | Диого Альмейда |

### Список главных тренеров
- Катулло Гадда (1906—1907)
- Адольф Кассейн (1907—1924)
- Акош Тезлер (1925—1927)
- Алешандре Кал (1927—1928)
- Йожеф Сабо[англ.] (1928—1935)
- Магьяр (1935—1936)
- Франсуа Гаткус (1936—1937)
- Михай Шишка[порт.] (1937—1942)
- Липпо Херцка (1942—1945)
- Йожеф Сабо[англ.] (1945—1947)
- Карлуш Нунеш[англ.] (1947—1948)
- Эладио Васкетто (1947—1948)
- Алехандро Скопелли (1948—1949)
- Аугушту Силва[англ.] (1949—1950)
- Пинга (1950)
- Франсишку Ребореду (1950)
- Антон Фогель (1950—1951)
- Женкси (1951)
- Эладио Васкетто (1951)
- Луис Пассарин (1952)
- Лино Тайолли (1952—1953)
- Фернанду Ваш[англ.] (1953)
- Кандиду де Оливейра (1953)
- Фернанду Ваш[англ.] (1954—1955)
- Доривал Книпел «Устрич» (1955—1956)
- Флавио Коста (1956—1957)
- Доривал Книпел «Устрич» (1957—1958)
- Жозе Вале[англ.] (1958)
- Отто Бумбель (1958)
- Бела Гуттманн (1958—1959)
- Этторе Пуричелли (1959—1960)
- Фердинанд Даучик (1959—1960)
- Дьёрдь Орт (1960—1962)
- Франсишку Ребореду (1962)
- Енё Кальмар (1962—1963)
- Артур Баэта (1963—1964)
- Отто Глория (1964—1965)
- Флавио Коста (1965—1966)
- Педроту[англ.] (1966—1969)
- Элек Шварц (1969—1970)
- Виллеринья (1970)
- Томми Дохерти (1970—1971)
- Антониу Тейшейра[англ.] (1971)
- Артур Баэта (1971)
- Антониу Фелисиану[англ.] (1971)
- Антониу Мораиш (1971)
- Пауло Амарал (1971—1972)
- Фернандо Риера (1972—1973)
- Антониу Фелисиану[англ.] (1972—1973)
- Бела Гуттманн (1973—1974)
- Айморе Морейра (1974—1975)
- Монтейру да Кошта[англ.] (1974—1975)
- Бранко Станкович (июль 1975—июнь 1976)
- Монтейру да Кошта[англ.] (1976)
- Педроту[англ.] (1976—1980)
- Германн Штессль[англ.] (июль 1980—май 1982)
- Педроту[англ.] (1982—1984)
- Артур Жорже (июль 1984—июнь 1987)
- Томислав Ивич (1987—1988)
- Киниту[англ.] (июль 1988—декабрь 1988)
- Артур Жорже (июль 1989—июнь 1991)
- Карлос Альберто Силва (1991—1993)
- Томислав Ивич (1993—1994)
- Бобби Робсон (январь 1994-июнь 1996)
- Антонью Оливейра (июль 1996—июнь 1998)
- Фернанду Сантуш (июль 1998—июнь 2001)
- Отавиу Машаду[англ.] (2001—2002)
- Жозе Моуринью (январь 2002—июнь 2004)
- Луиджи Дельнери (июль 2004—август 2004)
- Виктор Фернандес (август 2004—январь 2005)
- Жозе Коусейру (февраль 2005—май 2005)
- Ко Адриансе (июль 2005—август 2006)
- Жезуалду Феррейра (август 2006—май 2010)
- Андре Виллаш-Боаш (июнь 2010—июнь 2011)
- Витор Перейра (июнь 2011—июнь 2013)
- Паулу Фонсека (июнь 2013—март 2014)
- Луиш Каштру (март 2014—май 2014)
- Хулен Лопетеги (июль 2014—январь 2016)
- Жозе Пезейру (январь 2016—май 2016)
- Нуну Эшпириту Санту (июнь 2016—май 2017)
- Сержиу Консейсан (июнь 2017—июнь 2024)
- Витор Бруну (июль 2024—январь 2025)
- Мартин Ансельми (январь 2025 — июль 2025)
- Франческо Фариоли (июль 2025 — н. в.)

### Менеджмент
| Должность                                     | Имя                                                                   |
| --------------------------------------------- | --------------------------------------------------------------------- |
| Президент                                     | Андре Виллаш-Боаш                                                     |
| Вице-президенты                               | Руи Педрото Жоау Борхес Тьяго Мадурейра Франсиско Араухо Хосе Андраде |
| Президент Совета Генеральной Ассамблеи        | Антонио Таварес                                                       |
| Председатель Финансово-дисциплинарного совета | Анджелино Феррейра                                                    |
| Спортивный директор                           | Андони Субисаррета                                                    |
| Футбольный директор                           | Жорже Кошта                                                           |
| Директор юношеской команды                    | Хосе Таварес                                                          |
| Директор женской команды                      | Жозе Мануэль Феррейра                                                 |
| Директор отдела скаутов                       | Хосе Майя                                                             |
| Директор по производительности                | Педро Мигель Сильва                                                   |

## Финансы и собственность
В 1997 году создаётся Football Club of Porto — SAD (Спортивное Общество с Ограниченной ответственностью), имея в качестве цели управления и организации футбола в клубе. Учредителями SAD были три акционера: Investimentos-Investimentos Deportivos, Lda, владеющая 50 % акций; сам клуб, владеющий 40 %; и городской совет Порту, владеющий 10 %. В том же году, 20 июля, создаётся Football Club of Porto — баскетбольный SAD, целью которого является эксклюзивность технического и финансового управления модальностью и участием в профессиональных спортивных соревнованиях.
В 2005 году Forbes оценил стоимость клуба в 106 миллионов долларов, поставив ФК «Порту» таким образом на 25-е место в списке. Эти данные относятся к сезону 2004-05 и были основаны на старых сделках, корпоративных ценностях публично торгуемых команд и бизнесе нынешнего клубного стадиона.
С 1 августа 2011 года ФК «Порту» берёт под своё руководство «Porto Canal». Клуб приобрёл долю media Luso (97 %), принадлежащую испанской группе «Mediapro», в рамках соглашения, предусматривающего полное приобретение капитала в течение трёх лет и обязательство предоставлять программы в течение четырёх лет с минимальным потолком в 60 %.

## Команды клуба
В структуру клуба входят команды «Порту B» (играет во втором по силе дивизионе португальской системы лиг) и «Порту Юниорс» (U-19) (участница юниорского чемпионата Португалии — 23-кратный победитель, в 2011 году выиграла Молодёжный кубок ФИФА, в 2019 году — Юношескую лигу УЕФА), а также команды более младших возрастов.